# Tandzatap
Tandzatap (en arménien Տանձատափ) est une communauté rurale du marz de Syunik en Arménie. En 2008, elle compte 100 habitants.